# Михаило-Архангельский монастырь (Козиха)
Монасты́рь во и́мя Архистрати́га Бо́жия Михаи́ла — православный мужской монастырь Русской православной церкви в Карасукской епархии. Находится в селе Козихе Ордынского района Новосибирской области.

## История
В 1997 году переехавшей из села Малоирменки монашеской общине численностью 16 человек был передан заброшенный кирпичный гараж в селе Козиха Ордынского района Новосибирской области. Этот гараж был построен в 1970-х годах на месте разрушенного в середине 1930-х годов пятикупольного деревянного храма во имя Архистратига Божия Михаила.
С января по апрель подготовили помещение для богослужения, и на Пасху 1997 года прошло первое богослужение. Как вспоминает первый настоятель монастыря епископ Артемий (Снигур),

Мы приехали в Сибирь, в с. Малоирменка, 23 апреля, накануне Пасхи, на грузовом автомобиле «ЗИЛ» с палаткой и минимальным набором церковной утвари. Уставшие, мы с помощью жителей поставили армейскую 20-местную палатку, установили престол. И так как это была Великая Суббота, начали готовиться к Божественной литургии. Казалось, что в эту палатку поместилась вся деревня. Практически все жители собрались на службу. В этот день была отслужена первая Божественная литургия. Потом вокруг места, где стояла палатка, возвели стены и построили храм. Но этот яркий, особенный день запомнился на всю жизнь.

К 2003 году была завершена перепланировка помещения под храм, келии и трапезную.
В настоящее время численность монашеской братии составляет 80 человек.

## Наместники
- Артемий (Снигур) (17 июля 1997—2011)
- Феодосий (Чащин) (с 22 марта 2011—2012)
- Павел (Григорьев) (4 октября 2012 — январь 2019)
- иеромонах Николай (Трачев) (и. о. с 11 января 2019 года)[2]

26 февраля 2019 года Священный синод утвердил митрополита Новосибирского и Бердского Никодима в должности священноархимандрита монастыря.

## Подворья монастыря
- Троице-Владимирский собор (г. Новосибирск, Филатова, 14).
- Село Верх-Ирмень — храм в честь пророка Божия Илии. С 1998 года по 2001 год силами АОЗТ «Ирмень» и монашествующей братией был восстановлен разрушенный храм. На Пасху 2002 года братия монастыря совершили в нём богослужения.
- Деревня Верх-Чик — церковь в честь Введения во храм Пресвятой Богородицы. Храм построен братией монастыря с 1999 по 2001 год.
- Деревня Новый Шарап — храм в честь Рождества Христова. Христорождественский храм был построен братией монастыря (перестроено здание бывшего купеческого магазина) так же в течение трёх лет: с 1998 года по 2001 год.
- Село Красный Яр — храм во имя благоверного князя Александра Невского. Построен братией монастыря при поддержке АОЗТ «Красноярское» с 1998 года по 2001 год.
- Посёлок Петровский — храм в честь апостолов Петра и Павла. Построен братией монастыря с 1998 года по 2001 год (перестроено здание бывшего клуба).
- село Новошилово. Братия монастыря строит храм в честь иконы Пресвятой Богородицы «Спорительница хлебов».